# Eat Your Face
Eat Your Face è l'ottavo album in studio della band californiana Guttermouth, pubblicato nel 2004. È stato l'ultimo album distribuito dalla Epitaph Records.
L'album segna un ritorno al genere che aveva contraddistinto la band fino alla svolta melodica di Gusto. È generalmente considerato un album di passaggio, come conseguenza di ulteriori cambi di formazione del gruppo.

## Tracce
Tutte le tracce sono scritte dai Guttermouth
1. Party of Two (Your Table is Ready)
2. Surf's Up Asshole
3. Octopus Hairpiece
4. Wasted Lives
5. The Next Faux Mohican
6. Season
7. Second DUI
8. My Neighbor's Baby
9. Guadalahabra (The La Habra Spirit)
10. NRAA
11. I Read it on a Bathroom Wall in Reno
12. Ticket to Quebec
13. Hot Dog to the Head (A Hot Dog is a Food Not a Penis So Get it Right or Pay the Price)

## Formazione
- Mark Adkins - voce
- Scott Sheldon - chitarra
- Donald "Don" Horne - chitarra
- Kevin Clark  - basso
- Tyrone "Ty" Smith - batteria